# クロム酸カルシウム
クロム酸カルシウム（クロムさんカルシウム、英 Calcium chromate）はカルシウムのクロム酸塩。鮮やかな黄色の粉末で、化学式はCaCrO4で示される。

## 性質
通常は二水和物の状態で存在し、200℃で無水物となる。酸化性があり、有機物や還元剤と反応する。特にヒドラジンとは爆発的に反応する。ホウ素と混合すると激しく燃焼する。六価クロムの一つであり、日本の毒物及び劇物取締法では劇物に分類されている。ラットを用いた経口投与試験では、半数致死量が108ないし249mg/kgであった。

## 用途
カルシウムクロメート、カルシウムイエロー、カルシウム黄の名称で黄色の顔料として用いられ、Colour Index Generic NameはPigment Yellow 33である。顔料以外では金属の錆止め処理などにも使われる。以前は溶融塩電池にも使われていたが、近年ではリチウム・硫黄系の電池が主流となり、クロム酸カルシウムは次第に使われなくなってきている。